# 古地理学
古地理學（英語：paleogeography）是研究各个地质时期地球表面的自然地理环境及期发展的规的一门学科。它是地理学和地质学的分支学科。古地理学通过对沉积岩及岩层中的化石等的研究，来了解当时地表情况，生物的演化、地质的发展、大地构造等，并掌握某些沉积矿藏的分布规律。

## 发展简史
古地理学形成于 19世纪末，20世纪初。
20世紀60年代，浊流和浊积岩、等深流和等深积岩的发现，对古地理学的发展产生的较学远的影响，它打破了传统的机械分异理论，使人们意识到碎屑粒度与海水的深浅和距陆地的远近不存在必然的依存关系。

## 与其它学科的关系
与古地理学关系密切的学科有：地层学、地貌学、古生物学、地质学、古海洋学、古气候学、大地构造学、地球化学、地球物理学等。